# Onthophagus schaefernai
Onthophagus schaefernai là một loài bọ cánh cứng trong họ Bọ hung (Scarabaeidae).